# Exosphrantis bibula
Exosphrantis bibula är en fjärilsart som beskrevs av Edward Meyrick 1931. Exosphrantis bibula ingår i släktet Exosphrantis och familjen praktmalar, Oecophoridae. Inga underarter finns listade i Catalogue of Life.